# 农用化学品

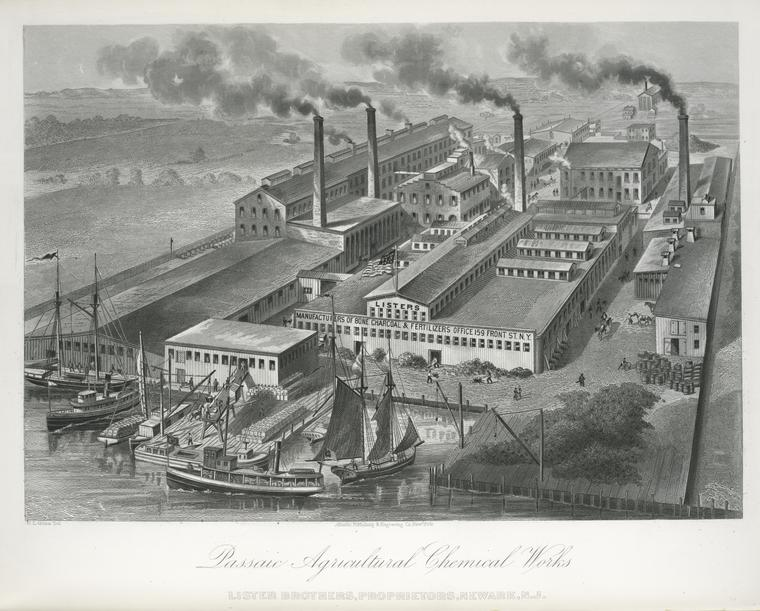
新泽西州纽瓦克的巴赛克农业化工厂，1876年

农用化学品（英语：Agrochemical、Agrichemical）或农业化学品，是用于工业化农业的化学产品。农用化学品是指杀生物剂（农药包括杀虫剂、除草剂、杀真菌剂和杀线虫剂）和合成肥料。它还可能包含激素和其他化学生长剂。
农用化学品属于特种化学品。

## 类别

### 生物作用
在大多数情况下，农用化学品指的是农药。
- 农药
  - 杀虫剂
  - 除草剂
  - 杀真菌剂
  - 除藻剂
  - 灭鼠剂
  - 杀螺剂
  - 杀线虫剂
- 肥料
- 土壤调理剂
- 石灰施用和酸化剂
- 植物生长调节剂

### 应用方法
- 熏蒸
- 渗透剂

## 生态学
许多农用化学品都是有毒的，大容量存储的农用化学品可能会造成重大的环境和健康风险，特别是在发生意外泄漏的情况下。在许多国家，农用化学品的使用受到严格监管。购买和使用经批准的农用化学品可能需要政府颁发的许可证。滥用可能会导致严重处罚，包括储存不当导致溢出。在农场，适当的储存设施和标签、紧急清理设备和程序，以及处理、应用和废弃处理的安全设备和程序通常受到强制性标准和法规的约束。通常，监管是通过注册程序来实施的。
例如，牛生长激素虽然在美国广泛使用，但在加拿大和其他一些司法管辖区并未获得批准，因为人们担心使用它的奶牛的健康。

## 历史
据说4500年前的苏美尔人就使用硫化合物形式的杀虫剂。此外，大约3200年前，中国人就使用汞和砷化合物来控制体虱。
引入农用化学品是为了保护农作物免受害虫侵害并提高农作物产量。最常见的农用化学品包括农药和化肥。1960年代的化肥引发了“绿色革命”，在同一块土地上使用密集灌溉和氮、磷、钾等矿物肥料，大大增加了粮食产量。整个1970年代到1980年代，农药研究继续致力于生产更具选择性的农用化学品。由于害虫对这些化学品的适应，越来越多的新型农用化学品被使用，对环境造成了副作用。

## 公司
2013年，先正达是中国农化产品销售额的全球领先者，销售额约为109亿美元，其次是拜耳股份公司、巴斯夫、美国陶氏益农、孟山都，最后是杜邦，销售额约为36亿美元。从2019年销售额来看，仍处于全球领先地位。根据史丹索特统计，2019年全球农化市场价值约为2342亿美元。预计到2025年，这一数字将增至超过3000亿美元。